# Aleksandr Borodín
Aleksandr Porfírievich Borodín (en ruso: Алекса́ндр Порфи́рьевич Бороди́н; San Petersburgo, 31 de octubrejul./ 12 de noviembre de 1833greg. – San Petersburgo, 15 de febrerojul./ 27 de febrero de 1887greg.) fue un compositor, doctor y químico, destacado dentro de los compositores del nacionalismo ruso, también conocido por formar parte del grupo de Los Cinco (Mili Balákirev (el líder), César Cuí, Modest Músorgski, Nikolái Rimski-Kórsakov).
Borodín es conocido por sus sinfonías, sus dos cuartetos de cuerda, En las estepas de Asia Central y su ópera El príncipe Ígor. Fue un prominente defensor de los derechos de las mujeres, de la educación en Rusia y fundó la Escuela de medicina para mujeres en San Petersburgo.

## Biografía
Fue hijo ilegítimo del príncipe georgiano Luká Stepánovitch Gedevanishvili (62), quien lo registró conforme a la usanza de la época como hijo de uno de sus sirvientes, Porfiri Borodín. Su madre fue Evdokía (Eudoxie) Constantínovna Antónova (25), apodada por el diminutivo Dunia. 
Su padre muere cuando Aleksandr tenía 7 años y lo incluye en su testamento. Aleksandr fue un autodidacta, aprende a tocar flauta, violonchelo y piano. Tuvo una vida confortable y recibió una buena educación incluyendo clases de piano, francés y alemán. A los 15 años se inscribe en la Facultad de Medicina, a los 21 es contratado en el Hospital de la Armada Territorial y a los 23 como profesor de la Academia Militar de Química. Sin embargo, su área de especialización fue la química, por lo cual no recibió clases formales de composición hasta 1863, cuando se convirtió en discípulo de Mili Balákirev. Tuvo dos hermanos, Dmitri Serguéievich Aleksándrov y Evgueni Fiódorovich Fiódorov, que fueron registrados como hijos de los sirvientes del príncipe. Se casa en 1861 con una famosa y talentosa pianista nacida en Heidelberg, Ekaterina Serguéievna Protopópova, con quien tuvo tres hijos.
En 1869 Balákirev le dirigió su primera sinfonía y en ese mismo año Borodín comenzó la composición de su segunda sinfonía. Aunque el estreno ruso de esta última fue un fracaso, Franz Liszt logró que fuera interpretada en Alemania en 1880, donde tuvo bastante éxito, dándole fama fuera de Rusia.
También en 1869 empezó a trabajar en la composición de su ópera El príncipe Ígor, que es considerada por algunos su obra más importante. Esta ópera contiene las ampliamente conocidas Danzas polovtsianas (o Danzas de los pólovtsy), siendo este un fragmento comúnmente interpretado por sí mismo, tanto en su versión coral como orquestal. Debido a la gran carga de trabajo como químico, la ópera quedó inconclusa al momento de su muerte, y fue completada posteriormente por Nikolái Rimski-Kórsakov y Aleksandr Glazunov.
Priorizó su ópera sobre la tercera sinfonía, por lo que esta quedó inacabada. Aleksandr Glazunov consiguió arreglar las secciones del primer movimiento, así como recrear el scherzo a partir de uno de sus cuartetos de cuerda, cuyo scherzo iba a ser el mismo. Para el trío del scherzo, Glazunov utilizó temas que se habían desechado durante la composición de El príncipe Igor.
A pesar de ser un compositor reconocido, Borodín siempre se ganó la vida como químico, campo en el cual era bastante respetado, particularmente por su conocimiento de los aldehídos. A Borodín también se le atribuye, junto con Charles-Adolphe Wurtz, el descubrimiento de la reacción aldólica, una importante reacción en química orgánica; además de otra reacción química conocida como reacción Borodin-Hunsdiecker. En 1872, participó en la fundación de una escuela de Medicina para mujeres.
Sus obras incluyen el poema sinfónico En las estepas de Asia Central, dos cuartetos de cuerdas, donde el tercer movimiento Nocturno del segundo cuarteto goza de gran fama, un quinteto para cuerdas, un quinteto para piano y cuerdas, una sonata para violoncelo y piano, 16 canciones para bajo y piano, tres de ellas además con violoncelo, piezas para piano, así como las ya mencionadas sinfonías 1 y 2, más una tercera incompleta al momento de su muerte (con dos movimientos completados por Glazunov), el segundo movimiento de la tercera sinfonía, Borodín lo transcribió a cuarteto de cuerdas como un Scherzo.

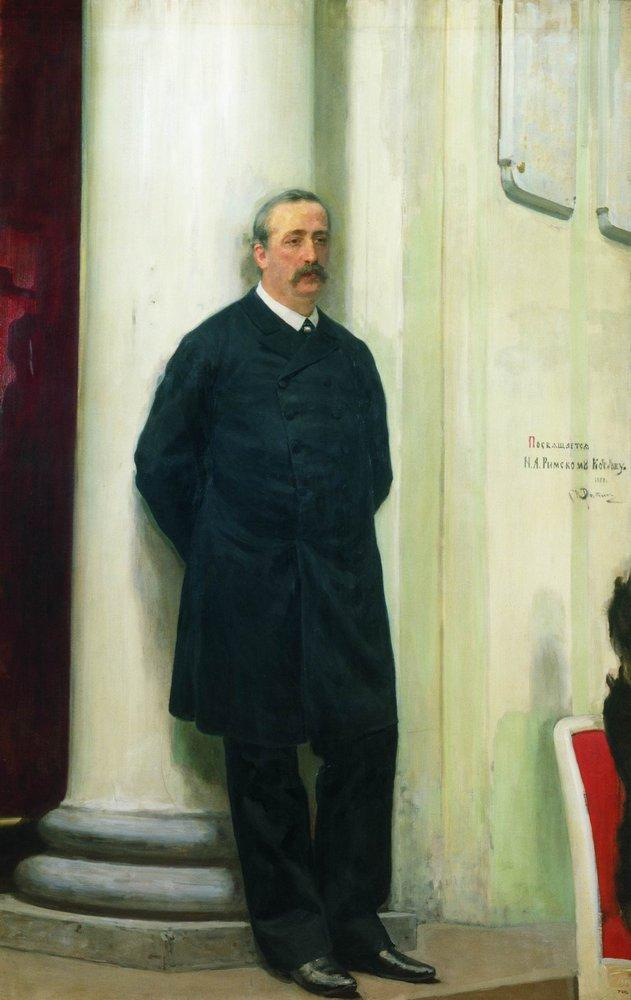
Retrato de Borodín por Iliá Repin.

Tras la muerte de Modest Músorgski en marzo de 1881, sufre de ataques cardiacos y cólera. Borodín murió a los 53 años de un infarto durante una fiesta organizada por los profesores de la academia en San Petersburgo, el 27 de febrero de 1887 y fue enterrado en el cementerio Tijvin del monasterio de Aleksandr Nevski. Su esposa le sobrevivió 5 meses.
En su honor, un cuarteto de cuerdas fundado en Rusia en 1945 lleva su nombre, el Cuarteto Borodín. El pintor Iliá Repin (1844–1930) hizo un magnífico retrato de Borodín, que se encuentra en el Museo Estatal Ruso de San Petersburgo.

## Carrera como químico
En su profesión, Borodin se ganó un gran respeto, destacando especialmente por sus trabajos sobre los aldehídos. Entre 1859 y 1862, Borodin ocupó un puesto de posdoctorado en la Universidad de Heidelberg. Trabajó en el laboratorio de Emil Erlenmeyer sobre los derivados del benceno. También pasó un tiempo en Pisa, trabajando en los halocarbonos. Un experimento publicado en 1862 describió el primer desplazamiento nucleofílico del cloro por el flúor en el cloruro de benzoilo. La halodecarboxilación radical de los ácidos carboxílicos alifáticos fue demostrada por primera vez por Borodin en 1861 con su síntesis del bromuro de metilo a partir del acetato de plata. Sin embargo, fueron Heinz Hunsdiecker y su esposa Cläre quienes desarrollaron el trabajo de Borodin en un método general, para el que obtuvieron una patente estadounidense en 1939, y que publicaron en la revista Chemische Berichte en 1942. El método se conoce generalmente como reacción de Hunsdiecker o reacción de Hunsdiecker-Borodin.
En 1862, Borodin regresó a la Academia Médico-Quirúrgica (ahora conocida como Academia Médico-Militar S. M. Kirov) y aceptó una cátedra de química. Trabajó en la autocondensación de pequeños aldehídos en un proceso que ahora se conoce como la reacción aldol, cuyo descubrimiento se atribuye conjuntamente a Borodin y Charles Adolphe Wurtz. Borodin investigó la condensación del aldehído de valeriana y el aldehído de oenanto, que fue reportado por von Richter durante 1869. Durante 1873, describió su trabajo a la Sociedad Química Rusa y señaló similitudes con compuestos que habían sido recientemente reportados por Wurtz.
Publicó su último artículo completo en 1875 sobre las reacciones de las amidas y su última publicación se refería a un método para la identificación de la urea en la orina animal.
Su sucesor como profesor de química de la Academia Médico-Quirúrgica fue su yerno y colega químico, Aleksandr Dianin.

## Obras

### Óperas
| Title            | Inicio | Fin  | Libreto                                        | Notas |
| ---------------- | ------ | ---- | ---------------------------------------------- | --- |
| The Tsar's Bride | 1867   | 1868 |                                                | Bocetos, perdidos |
| Bogatyri         | 1878   |      | Viktor Krylov                                  | Ópera farsa en 5 escenas, basada en música de Rossini, Meyerbeer, Offenbach, Serov, Verdi, etc., orquestada por E. Merten |
| El Príncipe Igor | 1869   | 1887 | Borodin, siguiendo a "The Lay of Prince Igor". | Ópera inacabada con un prólogo y 4 actos. Orch. Rimski-Kórsakov y Glazunov 1887/88. Estreno: San Petersburgo 1890 |
| Mlada, Acto 4    | 1872   | 1872 | Viktor Krylov                                  | Parte de un ballet-ópera-espectáculo en colaboración no representado de Cui (acto 1), Mussorgsky y Rimski-Kórsakov (actos 2 y 3), y Borodin (acto 4), con música de ballet de Minkus. Borodin utilizó material de su inacabado Príncipe Igor como base para el cuarto acto. Finale orquestado por Rimski-Kórsakov como pieza de concierto (1892). |

### Obras para orquesta
| Título                         | Inicio | Fin  | Notas |
| ------------------------------ | ------ | ---- | --- |
| Sinfonía n.º 1 en mi bemol     | 1862   | 1867 | Primera publicación 1875 (arr. piano a 4 manos por el compositor); 1882 (partitura completa)                                                                                                 |
| Sinfonía n.º 2 en si menor     | 1869   | 1876 | Primera pub. 1878 ( arr. piano 4 manos por el compositor); orquestación de Borodin ligeramente revisada por Rimski-Kórsakov y Glazunov para la publicación de la partitura completa de 1887. |
| En las estepas de Asia Central | 1880   | 1880 | Primera pub. 1882 (arr. piano 4 manos por el compositor); 1882 (partitura completa) |
| Sinfonía n.º 3 en la menor     | 1886   | 1887 | Sólo los dos primeros movimientos, completados y orquestados por Glazunov.. |

### Música de cámara
| Título                                                                 | Inicio | Fin    | Notas |
| ---------------------------------------------------------------------- | ------ | ------ | --- |
| Trío con piano                                                         | 1850   | 1860   | Sólo 3 movimientos, el último se ha perdido |
| Cuarteto para flauta, oboe, viola y violonchelo                        | 1852   | 1856   | Basado en música de Joseph Haydn |
| Trío de cuerda en sol mayor para 2 violines y violonchelo              | 1852 ? | 1856 ? | Sólo completados los 2 primeros movimientos |
| Trío de cuerda en sol menor para 2 violines y violonchelo              | 1855   | 1855   | Un solo movimiento (Andantino). Basado en la canción popular rusa "Чем тебя я огорчила" (Chem tebya ya ogorchila) "¿Qué hice para molestarte?" |
| Quinteto de cuerda en fa menor para 2 violines, viola y 2 violonchelos | 1859   | 1860   | Coda del final completada por O.A. Yevlachov (1960)                                                                                            |
| Sexteto de cuerda en re menor                                          | 1860   | 1861   | Sólo se conservan dos movimientos |
| Sonata en si menor para violonchelo y piano                            | 1860   | 1860   | Basada en la fuga de la Sonata para violín n.º 1 en sol menor BWV 100 de J. S. Bach 1 en sol menor BWV 1001                                    |
| Trío con piano en re mayor                                             | 1860   | 1861   | Para violín, violonchelo y piano |
| Quinteto con piano en do menor                                         | 1862   | 1862   | Para cuarteto de cuerda y piano |
| Cuarteto de cuerda n.º 1 en la mayor                                   | 1874   | 1879   | |
| Cuarteto de cuerda n.º 2 en re mayor                                   | 1881   | 1881   | |
| Scherzo para cuarteto de cuerda                                        | 1882   | 1882   | De la colección "Fridays" de Mitrofan Belyayev. También utilizado por Glazunov en su finalización de la 3ª Sinfonía de Borodin                 |
| Serenata alla spagnola para cuarteto de cuerda                         | 1886   | 1886   | Del cuarteto colectivo "B-La-F" con Rimski-Kórsakov, Glazunov y Lyadov                                                                         |

### Obras para piano
| Título                   | Número de manos | InIcio | Fin  | Notas |
| ------------------------ | --------------- | ------ | ---- | --- |
| Petite Suite             | 2               | c1870  | 1885 | 1. En el convento 2. Intermezzo 3. Mazurka I 4. Mazurka II 5. Rêverie 6. Serénade 7. Nocturno. Orquestado por Glazunov, incluyendo el Scherzo en la bemol (abajo) como parte del último movimiento. |
| Scherzo en la bemol      | 2               | 1885   |      | Arr. 4 manos por Théodore Jadoul, el dedicatario. Incluido en el último movimiento de la orquestación de Glazunov de la Petite Suite (arriba).                                                      |
| Paráfrasis de Palillos   | 3               | 1874   | 1878 | Polca, Marcha fúnebre, Réquiem (con letra) y Mazurca; en una colección de piezas de Borodin, Cui, Lyadov y Rimski-Kórsakov. La 2ª edición incluye piezas de Franz Liszt y Nikolai Shcherbachov.     |
| Hélène-Polka en re menor | 4               | 1843   | 1861 | Escrita en 1843 cuando el compositor tenía sólo 9 años, revisada y transcrita para 4 manos por el compositor en 1861.                                                                               |
| Allegretto en Re bemol   | 4               | 1861   |      | Arreglo del 3.er movimiento del Quinteto de cuerda |
| Scherzo en mi mayor      | 4               | 1861   |      | |
| Tarantela en re mayor    | 4               | 1862   |      | |

## Canciones aisladas
| Título                                         | En ruso                            | Transliteración                       | Texto original  | Inicio | Fin  | Notas                                                                       |
| ---------------------------------------------- | ---------------------------------- | ------------------------------------- | --------------- | ------ | ---- | --------------------------------------------------------------------------- |
| Por qué palideciste pronto                     | Что ты рано, зоренька              | Shto ty rano, zaren'ka                | Sergey Solovyov | 1852   | 1855 |                                                                             |
| La hermosa muchacha no me ama                  | Разлюбила красна девица            | Razlyubila krasna devitsa             | A. Vinogradov   | 1853   | 1855 | para voz, violonchelo y piano.                                              |
| Escuchad mi canción, amigos míos               | Слушайте, подруженьки, песенку мою | Slushaite, podruzhen'ki, pesenku moyu | Iven Kruse      | 1853   | 1855 | para voz, violonchelo y piano.                                              |
| Tú, adorable niña-pez                          | Красавица рыбачка!                 | Krasavitsa rybachka                   | Heinrich Heine  | 1854   | 1855 | para voz, violonchelo y piano. Alemán original: "Du schönes Fischermädchen" |
| La princesa durmiente                          | Спящая княжна                      | Spyashchaya knyazhna                  | Borodin         | 1867   | 1867 | también orquesta Rimski-Kórsakov                                            |
| Mis canciones están llenas de veneno           | Отравой полны мои песни            | Otravoy polny moyi pyesni             | Heine           | 1868   | 1868 | Alemán original "Vergiftet sind meine Lieder"                               |
| La princesa del mar                            | Морская царевна                    | Morskaya Tsar'yevna                   | Borodin         | 1868   | 1868 |                                                                             |
| Canción de los bosques oscuros (Vieja canción) | Песня темного леса (Старая песня)  | Pesnya tyomnovo lesa                  | Borodin         | 1868   | 1868 | también arr. Glazunov para coro masculino a dos voces y orquesta (1873)     |
| La nota falsa                                  | Фальшивая нота                     | Fal'shivaya nota                      | Borodin         | 1868   | 1868 |                                                                             |
| El mar                                         | Mope                               | Mor'ye                                | Borodin         | 1870   | 1870 | orch. por el compositor (1884) y también por Rimski-Kórsakov (1896)         |
| De mis lágrimas                                | Из слез моих                       | Iz slyoz moyikh                       | Heine           | 1870   | 1870 | Alemán original: "Aus meinen Tränen"                                        |
| Por las orillas de tu lejana patria            | Для берегов отчизны дальной        | Dlya beregov otchizny dal'noy         | Pushkin         | 1881   | 1881 | Publicación 1888. También orquestada por Glazunov (1912).                   |
| A la gente de casa                             | У людей-то в дому                  | U lyudey-to v domu                    | Nekrasov        | 1881   | 1881 |                                                                             |
| Melodía árabe                                  | Арабская мелодия                   | Arabskaya Melodiya                    | Borodin         | 1881   | 1881 |                                                                             |
| Orgullo                                        | Спесь                              | Spjes'                                | A. K. Tolstoy   | 1884   | 1885 |                                                                             |
| El jardín mágico                               | Чудный сад                         | Chudnyy sad                           | Georges Collin  | 1885   | 1885 | Francés original "Septain"                                                  |

## Otras obras para voz
| Título                                      |                                               | Fecha | Notas                                |
| ------------------------------------------- | --------------------------------------------- | ----- | ------------------------------------ |
| Serenata de cuatro caballeros para una dama | cuarteto cómico para voces masculinas y piano | 1870  |                                      |
| ¡Dios salve a Kyril! Dios salve a Metodio!  | para coro masculino sin acompañamiento        | 1885  | inacabada, completada por Pavel Lamm |

### Transcripciones para piano a 4 manos
| Título                         | Fecha | Notas                                              |
| ------------------------------ | ----- | -------------------------------------------------- |
| Allegretto en Re bemol         | 1861  | arreglo del 3.er movimiento del Quinteto de Cuerda |
| Sinfonía n.º 1                 | 1875  |                                                    |
| Sinfonía n.º 2                 | 1878  |                                                    |
| En las estepas de Asia central | 1882  |                                                    |
| Cuarteto de cuerda n.º 1       | 1887  |                                                    |

### Obras perdidas
| Título                                       | Fecha   | Notas                                          |
| -------------------------------------------- | ------- | ---------------------------------------------- |
| Concierto en re para flauta y piano          | 1847    |                                                |
| Trío de cuerda para 2 violines y violonchelo | 1847    | Sobre un tema de Robert le Diable de Meyerbeer |
| Le Courant – estudio para piano              | 1849    |                                                |
| Fantasía sobre un tema de Hummel             | 1849    |                                                |
| Fugas – para piano                           | 1851/52 |                                                |
| Scherzo en si menor para piano               | 1852    |                                                |
| Fuga para piano                              | 1862    |                                                |